# Plaza de Pablo Neruda

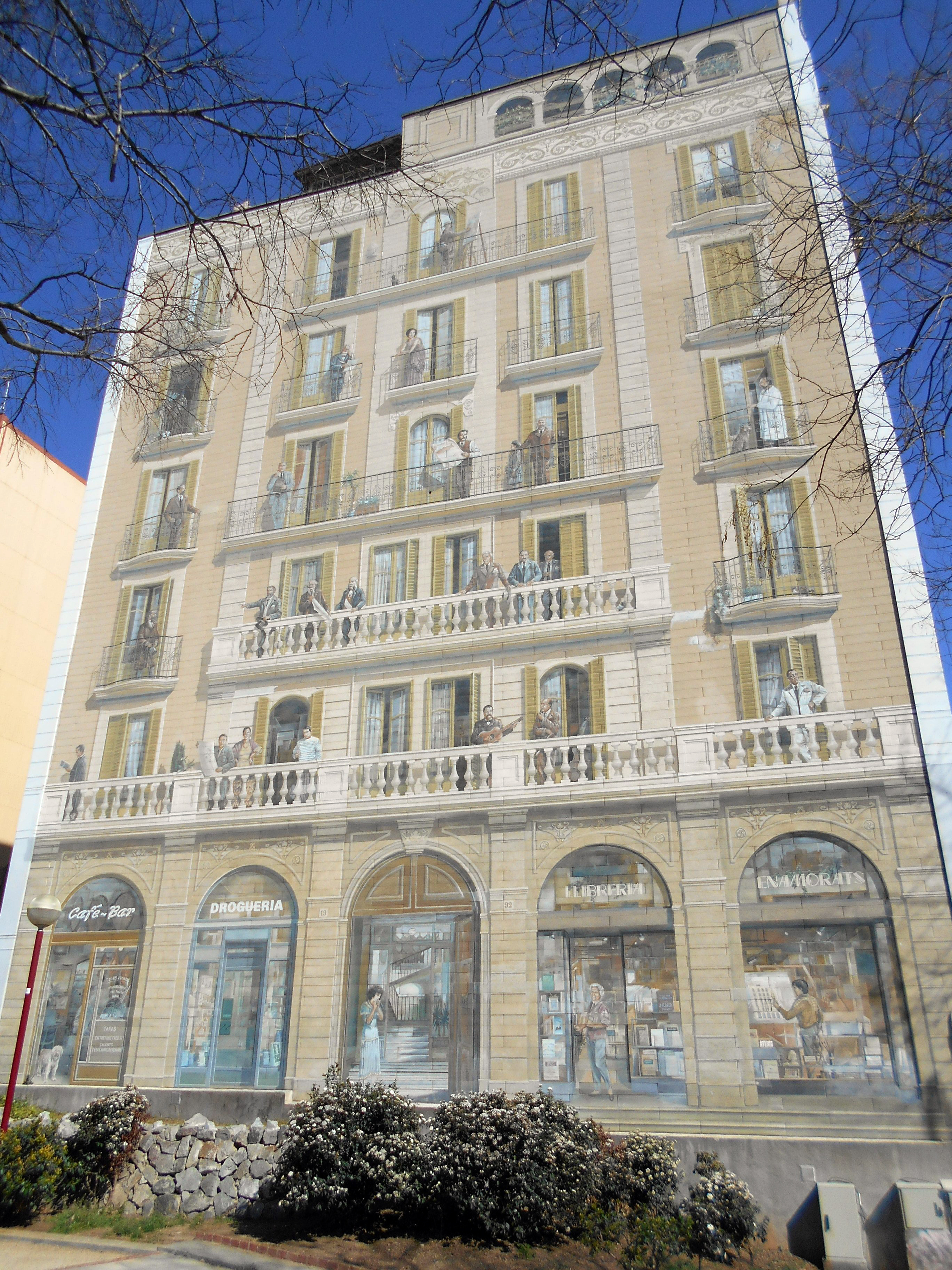
Balcones de Barcelona

La plaza de Pablo Neruda es un espacio público ajardinado que se encuentra en el barrio de Sagrada Familia, en el distrito del Ensanche, en Barcelona. Está dedicada al escritor chileno Pablo Neruda. Es una plaza con forma triangular, bordeada por la calle Aragón al norte, la calle Lepanto al este y la avenida Diagonal al sur, y atravesada por su parte central por la calle Marina. Fue creada en 1984, y desde entonces hasta 2017, un sector fue denominada plaza de la Hispanidad.
En la plaza de Pablo Neruda se pintó en 1992 el mural pictórico Balcones de Barcelona, en que se representan diversas personalidades relacionadas con la Ciudad Condal.

## Historia
Este espacio pertenecía antiguamente a San Martín de Provensals, un antiguo municipio que fue anexionado a Barcelona en 1897. En ese entonces pasaban por allí el camino que conducía a Horta y dos torrentes, el de Delemús y el del Notari, mientras que la línea de ferrocarril que transcurría por la Diagonal delimitaba su espacio. La construcción del Grupo Escolar Ramon Llull (1918-1922, Josep Goday), al otro lado de la Diagonal, revitalizó un poco la zona, aunque el espacio que sería la plaza siguió siendo un solar abandonado. Durante mucho tiempo fue lugar de acampada de grupos de gitanos.
En 1952, en ocasión del XXXV Congreso Eucarístico Internacional, empezó a hablarse de urbanizar la zona. La plaza quedaba cerca del Templo Expiatorio de la Sagrada Familia, donde se celebraron algunos actos del congreso, por lo que se creyó adecuado urbanizar el terreno, aunque de momento no se hizo nada. Por aquel entonces se empezó a pensar en dedicar la plaza a la Hispanidad, un nombre que se había pensado para la confluencia de la Diagonal con la avenida de Pedralbes, que finalmente se nombró de Pío XII. Inicialmente se daba el nombre de Hispanidad al triángulo formado por Aragón/Diagonal/Marina, pero más tarde se hizo extensivo al solar del otro lado de la calle Marina, donde habitualmente se colocaban carpas de circos.
La creación de la plaza de la Hispanidad fue anunciada por el Ayuntamiento de Barcelona en 1962, tras el cubrimiento de la zanja ferroviaria de la calle de Aragón entre Roger de Flor y la avenida Diagonal. Sin embargo, durante los años siguientes el proyecto quedó paralizado y la planificada plaza se convirtió en un degradado solar, parcialmente ocupado por un aparcamiento de coches.
En 1979 la isleta al oeste de la calle de Marina fue bautizada como plaza de Pablo Neruda, mientras que el sector este mantuvo el nombre original. Finalmente, la plaza de la Hispanidad fue urbanizada e inaugurada el 14 de diciembre de 1984.
El 7 de marzo de 2017 el pleno municipal del distrito del Ensanche aprobó, con los votos a favor de los grupos municipales de Barcelona en Comú, PSC, ERC, PDeCAT y CUP, modificar el nombre de plaza de la Hispanidad por el nombre de Pablo Neruda, unificándose con la plaza homónima adyacente, en un cambio que se hizo efectivo el 22 de abril de dicho año.